# Carolin Golubytskyi
Carolin Golubytskyi rozená Carolin Wutzová (* 19. prosince 1985 Bad Mergentheim, Německo) je německá sportovní šermířka, která se specializuje na šerm fleretem. Německo reprezentuje od prvního desetiletí jednadvacátého století. Na olympijských hrách startovala v roce 2008 v soutěži jednotlivkyň a družstev a v roce 2012, 2016 v soutěži jednotlivkyň. V roce 2013 obsadila druhé místo na mistrovství světa v soutěži jednotlivkyň a v roce 2008, 2013, 2016 obsadila třetí místo na mistrovství Evropy. S německým družstvem fleretistek vybojovala v roce 2009 třetí místo na mistrovství světa a v roce 2010 druhé místo na mistrovství Evropy.